# Hyperboloïde gebouw

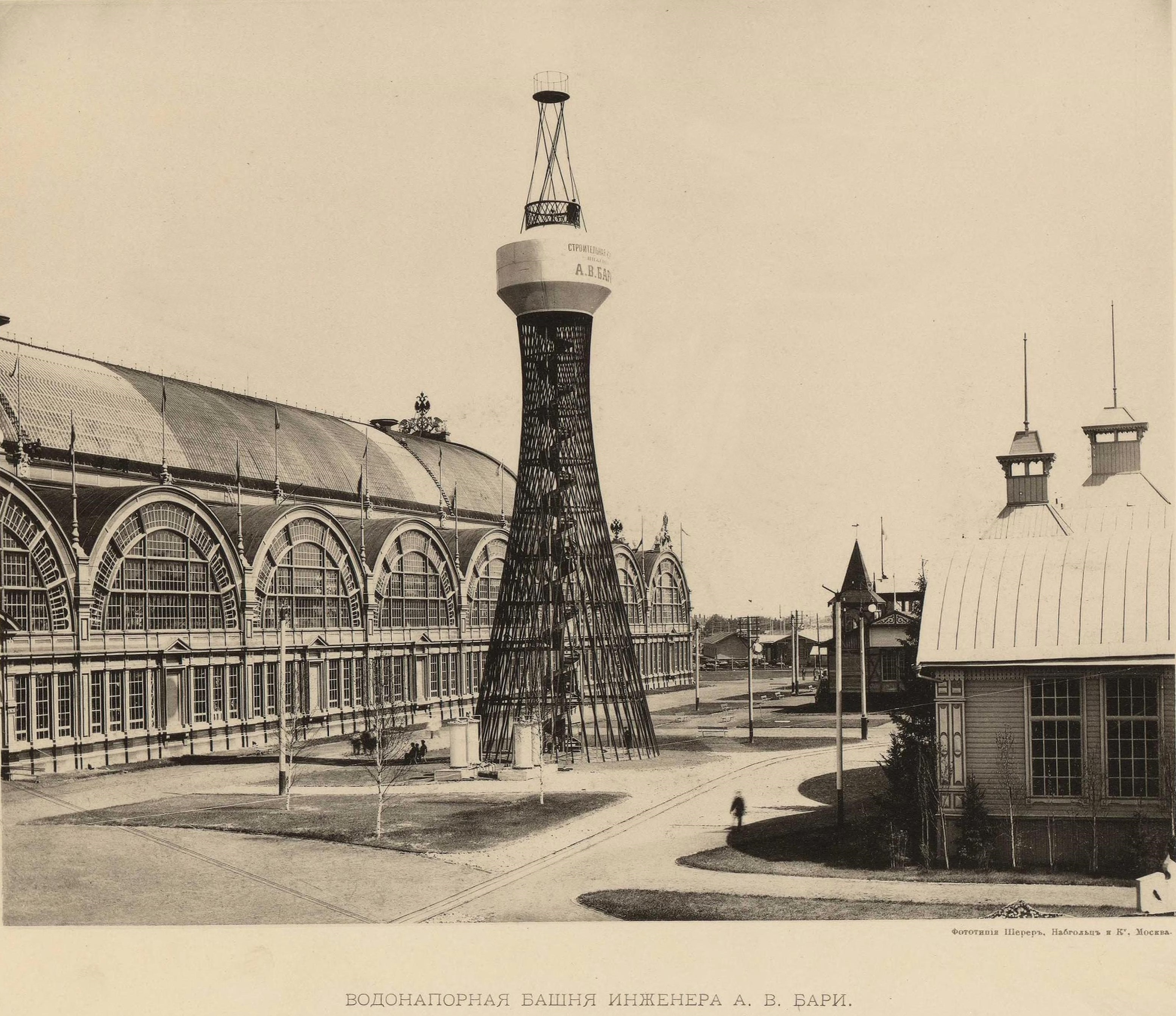
Ontwerp van het eerste hyperboloïde gebouw van Sjoechov in 1896 in Rusland

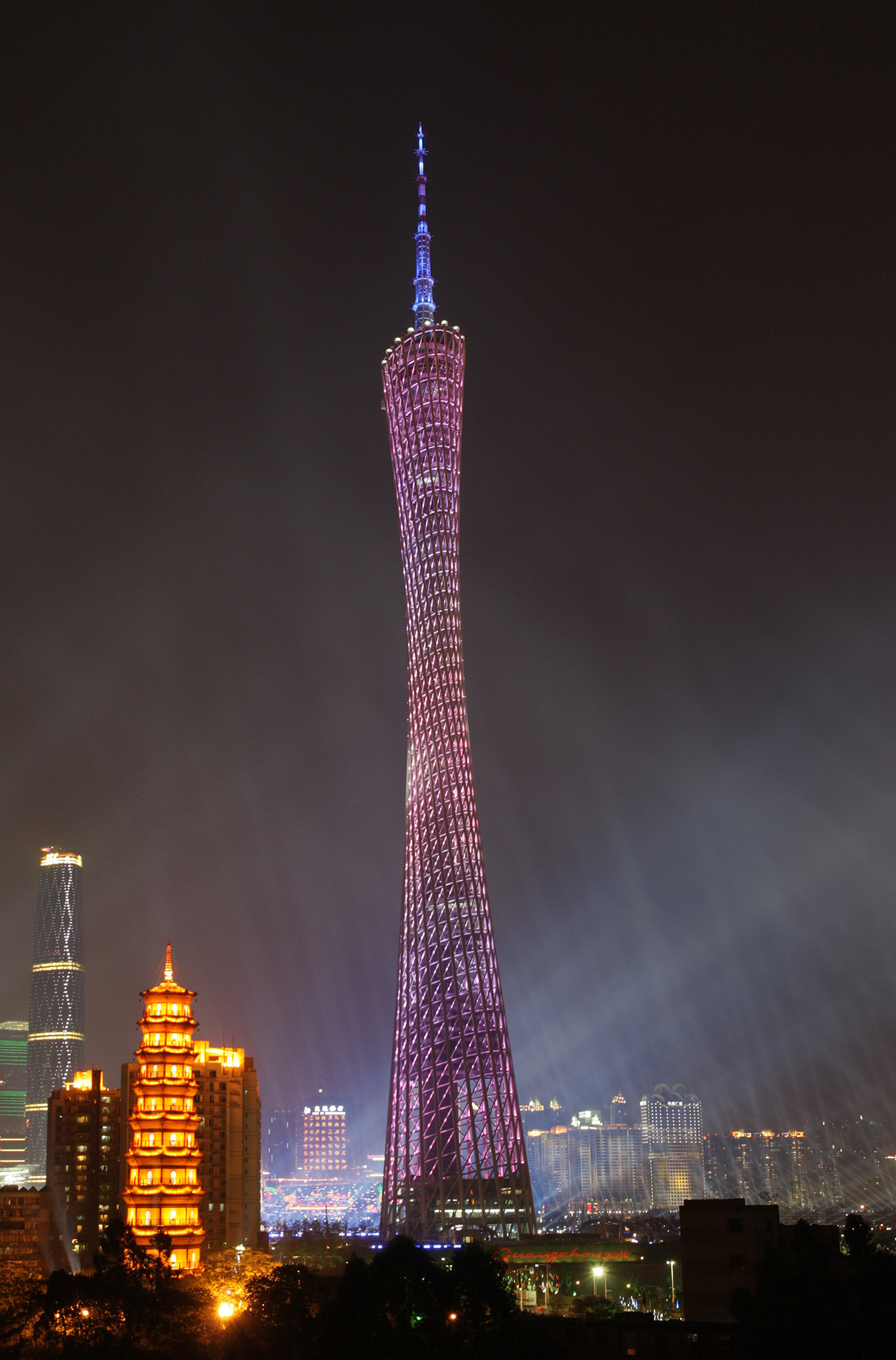
Canton Tower (2010)

Een hyperboloïde gebouw is een gebouw met de vorm van een eenbladige hyperboloïde. Het voordeel van de hyperboloïde vorm is dat, hoewel het gebouw er gekromd uitziet, er door ieder punt twee rechten gaan die volledig in de buitenlaag van de constructie zitten (een eenbladige hyperboloïde is immers een regeloppervlak). Het gebouw is daarom zonder veel problemen te fabriceren met behulp van stalen profielen.
- Het eerste hyperboloïde gebouw ter wereld is de Adziogol vuurtoren, een stalen open roostertoren, die staat in Polibino (Oblast Lipetsk, Rusland). De toren werd ontworpen in 1910[1] en gebouwd in 1911. Het ontwerp is gebaseerd op het Russische octrooi nr 1896 dat op 12 maart 1899 door Vladimir Sjoechov werd verworven.
- Koeltorens hebben vaak ook deze vorm. De eerste koeltorens van dit type werden ontworpen door Frederik van Iterson voor de Staatsmijn Emma. Later werden wereldwijd dit soort koeltorens gebouwd. Zij worden soms ook Van Iterson-koeltorens genoemd.
- Beroemde architecten als Gaudí, Le Corbusier en Oscar Niemeyer ontwierpen en bouwden ook hyperboloïde gebouwen.
- In 2010 werd in Guangzhou, in de Chinese provincie Guangdong de Canton Tower, een 600 meter hoog hyperboloïde gebouw, ontworpen door Information Based Architecture (IBA), van het Nederlandse architectenduo Mark Hemel en Barbara Kuit geopend.[2]